# El Almendro (Nicarágua)
El Almendro é um município da Nicarágua, situado no departamento de Río San Juan. Tem 1,009 km² de área e sua população em 2020 foi estimada em 14.574 habitantes.